# Chest Springs
Chest Springs è un comune (borough) degli Stati Uniti d'America, nella contea di Cambria nello Stato della Pennsylvania. Secondo il censimento del 2010 la popolazione è di 149 abitanti.

## Società

### Evoluzione demografica
La composizione etnica vede una esclusività di quella bianca (100%), dati del 2010.
| borough di Chest Springs Popolazione |     |
| 2000                                 | 110 |
| 2010                                 | 149 |